# Carl Hubbell
Carl Owen Hubbell (Carthage, 22 giugno 1903 – Scottsdale, 21 novembre 1988) è stato un giocatore di baseball statunitense di ruolo lanciatore nella Major League Baseball (MLB). È stato introdotto nella National Baseball Hall of Fame nel 1947.

## Carriera
Hubbell debuttò nella Major League nel 1928 con i New York Giants, squadra con cui passò tutta la carriera professionistica. Nella sua prima stagione ebbe un record di 10 vittorie e 6 sconfitte. Hubbell fece registrare cinque stagioni consecutive con almeno 20 vittorie (1933–37), vincendo tre pennant della National League e le World Series del 1933. Nell'ultima occasione vinse due gare complete, inclusa una da 11 inning in gara 4. In sei partenze come titolare in carriera alle World Series, ebbe un record di 4–2. con 32 strikeout e una media PGL di 1.79.

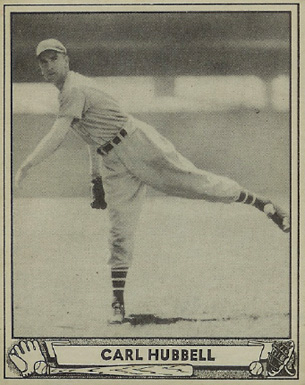
Hubbell in una figurina del 1940

L'impresa più celebre della carriera di Hubbell fu probabilmente nell'All-Star Game del 1934 disputato al Polo Grounds, quando mandò strikeout consecutivamente un record di cinque battitori futuri membri della Hall of Fame: Babe Ruth, Lou Gehrig, Jimmie Foxx, Al Simmons e Joe Cronin. Nel 1984, nel 50º anniversario di quella storica performance, i lanciatori della National League Fernando Valenzuela e Dwight Gooden superarono assieme tale primato eliminando consecutivamente sei futuri Hall of Famer. Hubbell stesso era presente al Candlestick Park di San Francisco dove aveva lanciato la prima palla del match.
Hubbell vinse 24 gare consecutive tra il 1936 (16) e il 1937 (8),, la striscia più lunga nella storia della MLB. Per due volte fu nominato MVP della National League (1933, 1936), la seconda volta delle quali fu il primo giocatore a vincere il premio unanimemente. Guidò la lega in vittorie tre volte nel 1933 (23), 1936 (26) e 1937 (22). Altre volte guidò la NL in media PGL, nel 1933 (1.66), 1934 (2.30) e 1936 (2.31). In una gara del 2 luglio 1933 lanciò per 18 inning senza subire alcun punto contro i St. Louis Cardinals nella vittoria per 1-0. Joe DiMaggio definì Hubbell il lanciatore migliore che avesse mai affrontato.
Nella sua copertina sulle World Series del 1936, Time immortalò Lou Gehrig and Carl Hubbell e definì la finalissima tra i rivali cittadini Giants e Yankees come "una lotta personale tra Hubbell e Gehrig", definendo il primo "...il miglior lanciatore in attività al momento e tra i migliori sei di sempre." Time scrisse che, durante l'infanzia con la famiglia in una fattoria del Missouri, "si allenava per ore...lanciando pietre alla porta della stalla finché non riusciva a colpire senza errori fori non più grandi di un nichelino".
Hubbell fu svincolato alla fine della stagione 1943. Quell'anno ebbe un record di 4-4, l'unica volta in carriera che non raggiunse almeno dieci vittorie in una stagione. Tuttavia, il proprietario dei Giants Horace Stoneham lo nominò direttore dello sviluppo dei giocatori, un ruolo che mantenne per 35 anni. Gli ultimi dieci anni di vita li trascorse come osservatore dei Giants. Nel 1999, The Sporting News lo inserì al 45º posto nella classifica dei migliori cento giocatori di tutti i tempi.

## Palmarès

### Club
- World Series: 1

New York Giants: 1933

### Individuale
- MVP della National League: 2

1933, 1936
- MLB All-Star: 9

1933–1938, 1940–1942
- Leader della National League in vittorie: 2

1933, 1936, 1937
- Leader della MLB in media PGL: 3

1933, 1934, 1936
- Leader della National League in strikeout: 1

1937
- Atleta maschile dell'anno dell'Associated Press: 1

1933
- Numero 11 ritirato dai San Francisco Giants